# Aline Nakashima
Aline Nakashima (São Paulo, 3 aprile 1982) è una modella brasiliana di origini giapponesi.

## Biografia
Aline Nakashima debutta nel mondo della moda all'età di 17 anni, dopo essere stata notata da un talent scout che le permette di ottenere un contratto con la Select Model Management. Già nel 2002 compare sulla copertina dell'edizione francese di Marie Claire e l'anno successivo debutta sulle passerelle del prêt-à-porter, sfilando per Emanuel Ungaro. Nel corso della sua carriera Aline Nakashima ha lavorato per ALDO, Armani Exchange, DKNY, GAP, Esprit, Kenneth Cole 'Reaction' fragrance, Lycra, MAC, Morgan, Mercedes-Benz, Neiman Marcus, Nordstrom, Playtex, Ralph Lauren, Saks Fifth Avenue, Sephora, Triumph International, Yamamay e Victoria's Secret. La Nakashima è inoltre comparsa per due volte su Sports Illustrated Swimsuit Edition, nel 2006 e nel 2007.

## Agenzie di moda
- Mega Model Agency - Hamburg
- The Fashion Model Management
- Modelwerk
- Select Model Management
- Marilyn Agency -New York, Parigi
- UNO Barcelona